# 취득시효
|                                           |
| 미국의 재산법                             |
| 미국법 시리즈                             |
| 재산 획득                                 |
| 증여 · 취득시효 · 채권양도                |
| 유실물                                    |
| 처분 · 위탁 · 허가                        |
| 재산권                                    |
| 완전 사유권 · 단순부동산권 · 한사부동산권 |
| 생애부동산권 · 조건부 부동산권            |
| 미래권리 · 부동산 공동소유                |
| 부동산임차권 · 연립주택                   |
| 토지권리의 양도 증서                      |
| 선의의 취득자 · 권원등기제도              |
| 양도증서에 의한 금반언 · 권리 포기서      |
| 임대차 · 형평법상 재산권의 이전           |
| 소유권부담제거소송 · 국가귀속             |
| 미래사용 제한                             |
| 양도제한                                  |
| 영구구속금지의 원칙                       |
| 쉘리사건의 원칙                           |
| 상속권원우선원칙                          |
| 비소유 토지권                             |
| 지역권 · 이익                             |
| 토지와 함께 이전하는 약관                 |
| 에퀴티상의 지역권                         |
| 관련 주제                                 |
| 부착물 · 훼손 · 분할                      |
| 용수권                                    |
| 측면‧지하지지권                           |
| 네모닷                                    |
| 미국법의 다른 영역                        |
| 계약법 · 불법행위법                       |
| 유언신탁법                                |
| 형법 · 증거법                             |

취득시효(取得時效)란 무권리자가 일정기간 점유하면 재산을 취득하게 되는 민법상의 제도를 말한다.

## 개념
물건 또는 권리를 점유하는 사실상태가 일정한 기간 동안 계속되는 경우에, 그것이 진실한 권리상태 및 권리관계와 일치하는가의 여부를 묻지 않고 권리취득의 효과가 생기는 것으로 하는 시효제도이다.

## 한국법

### 시효취득의 대상

#### 국유재산
행정재산은 공용이 폐지되지 않는 한 사법상 거래의 대상이 될 수 없으므로 취득시효의 대상이 되지 않는다.
국유잡종재산
국유잡종재산은 사경제적 거래의 대상으로서 사적 자치의 원칙에 지배되고 있으므로 시효제도의 적용에 있어서도 동일하게 보아야 하므로 국유잡종재산에 대한 시효취득을 인정한다. 

### 부동산소유권의 취득 시효
민법은 부동산취득시효에 대해서 그 요건의 차이에 따라 제245조 1항과 2항으로 나누어 규정하고 있다. 제1항은 그 요건으로서 20년간 소유의 의사를 가지고 평온 · 공연하게 부동산 을 점유하고 등기할 것을 요구하며, 제2항은 10년간 소유의 의사로 평온 · 공연하게 점유할 것과 아울러 소유자로 등기되었을 것 및 선의 · 무과실의 요건이 추가 되어 있다. 제1항의 취득시효에 대하여는 ‘점유취득시효’ 내지 ‘일반취득시효’ 라고 부르며，제2항의 취득시효는 ‘등기부취득시효’ 라고 부른다.

#### 점유취득시효에 의한 소유권 취득 요건

##### 소유의 의사=
자주점유 : 소유자인 것처럼 타인으로부터 점유권을 매개받지 않고 주체적으로 물건을 점유해야 한다.

##### 20년간 점유=

###### =등기====
“을이 갑소유의 대지 일부를 소유의 의사로 평온, 공연하게 20년간 점유하였다면 을은 갑에게 소유권이전등기절차의 이행을 청구할 수 있고 갑은 이에 응할 의무가 있으므로 을이 위 대지에 관하여 소유권이전등기를 경료하지 못한 상태에 있다고 해서 갑이 을에 대하여 그 대지에 대한 불법점유임을 이유로 그 지상건물의 철거와 대지의 인도를 청구할 수는 없다.”

##### 시효취득과 등기 전의 법률 관계
“부동산에 대한 취득시효가 완성되면 점유자는 소유명의자에 대하여 취득시효완성을 원인으로 한 소유권이전등기절차의 이행을 청구할 수 있고 소유명의자는 이에 응할 의무가 있으므로 점유자가 그 명의로 소유권이전등기를 경료하지 아니하여 아직 소유권을 취득하지 못하였다고 하더라도 소유명의자는 점유자에 대하여 점유로 인한 부당이득반환청구를 할 수 없다.”

### 기타 판례
- 법령상 주무관청의 허가가 있는 경우에 한하여 처분이 허용되고 그 허가 없이는 처분이 금지된 부동산에 대하여 처분허가가 없다는 것을 알면서 점유하는 자는 이미 자신이 그 부동산의 진정한 소유자가 소유권을 배제하고 마치 자기의 소유물처럼 배타적 지배를 할 수 없다는 것을 알면서 점유하는 자이므로 점유개시 당시에 그 부동산에 대하여 소유자의 소유권을 배제하고 자기의 소유물처럼 배타적 지배를 행사한다는 의사가 있었다고 볼 수 없다[4]
- 점유자가 취득시효기간이 경과한 후에 상대방에게 토지의 매수를 제의한 일이 있다고 하도 일반적으로 점유자는 취득시효가 완성된 후에도 소유권자와의 부쟁을 간편히 해결하기 위하여 매수를 시도하는 사례가 허다함에 비추어 이와 같은 매수제의를 하였다는 사실을 가지고는 위 점유자의 점유를 타주점유라고 볼 수 없다[5]
- 국가가 구 농지개혁법에 따라 농지를 매수한 것은 자경하는 농민 등에게 분배하기 위한 것이고, 분배하지 아니하기로 확정되는 경우에는 원소유주에게 환원될 것이 매수 당시부터 예정되어 있는 것이므로 국가의 매수농지에 대한 점유는 진정한 소유자의 지배를 배제하려는 의사를 가지고 하는 자주점유라고 볼 수 없고, 권원의 성질상 타주점유로 보아야 한다[6]

## 영미법상 취득시효
영미법상 취득시효(adverse possession) 혹은 악의적 점유에 의한 권원의 취득은 법이 정한 기간을 지나는 동안 재산을 점유할 경우 소유권을 취득하는 제도를 말한다. 한국의 점유취득시효와 유사하다. 미국의 제도는 제소기간법과 판례에 의하여 발달된 판례법이다. 미국의 제소기간법은 한국의 소멸시효에 관한 규정들처럼 일정한 기간이 지나면 소유자의 일정한 권리가 소멸한다고 규정하고 있으나 한국은 점유자가 일정한 요건 아래에서 일정한 기간 점유하면 점유자는 권리를 취득하고 진정한 권리자의 권리는 반사적으로 상실하게 되는 것으로 규정하는 점에서 다르다. 효과에 있어서 취득시효 기간이 완성되면 완전한 권리를 취득한다. 한국의 경우 등기를 하여야만 완전한 권리를 취득하게 되는 점이 다르다.

### 인정이유
오랫동안 권리를 행사하지 않은 진실한 소유자를 벌하고, 사회에 유익한 방법으로 부동산을 이용해온 점유자를 보호하며, 오래된 주장이나 증거는 사실관계가 분명하지 아니하여 소송을 통해 해결하기 어려우며, 누구의 소유인지 분명하지 않은 땅에 대해 누가 진정한 소유자인지 확정하는데 드는 비용을 최소화한다. 이는 한국에서 취득시효 인정이유와 대체로 인정한다.

### 3개의 요건

##### 물리적이고 가시적인 소유
예를 들어 위키군이 황무지인 백과평야에서 작은 오두막을 짓고(물리적) 1년에 열 번 정도 멧돼지 사냥을 하고 이웃들을 바베큐 파티에 초청하였다면(가시적) 물리적이고 가시적인 소유로 간주될 수 있다. 한국은 미국과 다르게 반드시 물리적, 현실적 지배가 아니고 물권과 사람과의 시간적, 공간적 관계와 본권관계, 타인지배의 배제가능성을 고려하여 사회통념에 따라 합목적적으로 판단하여야 한다고 판시하였다. 한국에서는 점유취득시효의 요건으로서 공연한 점유에 대하여 민법 제249조에서 규정하고 있고 공연한 점유란 은비한 점유가 아닌 점유로서 점유의 존재를 아는데 관하여 이해관계를 가진 자에 대하여 점유자가 점유를 은폐하지 않는 점유를 말한다고 한다.

##### 적대적인 소유
원소유주의 동의없이 소유행위가 발생해야 한다. 예를 들어 위키군이 태백산에 산주인인 홍길동의 허락하에 산장을 짓고 노루사냥을 하였다면 이는 적대적인 소유로 볼 수 없다. 한국의 점유취득시효의 요건 중 점유는 자주점유여야 하는데 여기서 자주점유란 소유의 의사를 가지고 하는 점유로서 소유자가 할 수 있는 것과 같은 배타적 지배를 사실상 행사하려는 의사 즉 소유자와 동일한 지배를 하려는 의사를 가지고 하는 점유를 의미하는 것이다. 자주점유인지의 판단은 권원의 성질에 의하여 객관적으로 정하여야 한다고 보는 것이 판례의 태도이다.결국 한국에선 소유의 의사를 가지고서 하는 점유이냐가 문제가 되고 미국에서는 허락 받은 점유인가가 문제된다. 둘 다 판단이 불분명한 경우 한국에선 자주점유가 미국에서는 악의적(허락받지 않은) 점유가 추정된다.

##### 연속적
취득을 위해선 원 소유권자의 저항없이 물리적이고 독점적인 소유를 연속적으로 해야함을 뜻한다. 법이 정한 취득시효를 넘기면 소유권을 취득하게 된다. 이때 취득시효을 계산하는 방법은 점유한 사람의 기간을 합산할 수 있다. 예를 들어 위키군이 위키아 지역에서 15년간 점유하던 땅 2헥타르를 마일즈에게 5만원을 주고 팔았다. 그 땅을 점유하던 마일즈는 5년후 소유권을 취득한다. 왜냐하면 취즉기준 연한인 20년을 계산할 때 15년과 5년을 합하기 때문이다.
한국에서는 점유의 중단과 점유의 승계를 인정하고 있어 유사하다.

### 예
위키군은 키위양에게 메타읍에 있는 농토지 1헥타르를 팔기로 하였다. 키위양은 취득시효 기간인 20년간 위키군이 그 땅을 점유하고 있었는지만 확인하면 된다. 20년 이전의 소유권 관계는 상관이 없는데 그 이유는 20년 동안 위키군이 농토를 점유하면서 소유권을 취득하였기 때문이다.

## 예외
연방정부와 주정부의 재산은 원칙적으로 악의적 점유로 인해 취득대상이 안되는 경우가 많다. 한국 역시 도로, 공원 등과 같이 공중의 공공사용에 제공되는 공공재산과 관공서, 국공립학교와 같이 국가 또는 공공단체 자신의 사용에 제공되는 공용물 등은 취득시효의 대상이 되지 않는다. 그러나 한국에서는 일반재산(구 잡종재산)의 경우 취득시효의 대상이 된다.

## 같이 보기
- 소멸시효
- 공소시효
- 시효